# Nola (geslacht)
Nola is een geslacht van vlinders van de familie van de visstaartjes (Nolidae), uit de onderfamilie van de Nolinae.

## Soorten
- N. acutapicalis Inoue, 1998
- N. acutula Püng., 1902
- N. achromata Hampson, 1900
- N. aenictis Meyrick, 1888
- N. aerugula (Hübner, 1793) - Licht visstaartje
- N. aeschyntela Dyar, 1914
- N. albescens Bethune-Baker, 1908
- N. albifurca Hampson, 1914
- N. ameleta Wileman & West, 1928
- N. angola Bethune-Baker, 1911
- N. angustipennis Inoue, 1982
- N. anisogona Lower, 1843
- N. apera Druce, 1897
- N. apicalis (Hampson, 1903)
- N. arcanalis de Toulgoët, 1961
- N. argyrolepis Hampson, 1907
- N. argyropasta (Hampson, 1914)
- N. artata Schaus, 1912
- N. atripuncta (Hampson, 1909)
- N. atrocinta Inoue, 1998
- N. aulacota Meyrick, 1886
- N. bananae Holland, 1920
- N. banghaasi West, 1929
- N. baracoa Schaus, 1921
- N. barbertonensis (van Son, 1933)
- N. belotypa Hampson, 1914
- N. benguetensis Wileman & South, 1916
- N. bicincta Hampson, 1905
- N. biconica Hampson, 1907
- N. bilineatalis de Toulgoët, 1961
- N. bistriga Möschler, 1890
- N. biumbrata Schaus, 1912
- N. borbonica Guillermet, 2005
- N. brachystria Hampson, 1905
- N. breyeri Köhler
- N. brunneifera Dyar, 1914
- N. caelata Draudt, 1919
- N. cernitis Druce, 1897
- N. cerraunias Turner, 1899
- N. cicatricalis (Treitschke, 1835)
- N. concinna (Hampson, 1918)
- N. confusalis (Herrich-Schäffer, 1847) - Vroeg visstaartje
- N. conspicillaris D.S. Fletcher, 1962
- N. contorta Dyar, 1914
- N. convexalis de Toulgoët, 1961
- N. costimacula (Kiriakoff, 1958)
- N. costiplagiata (Hampson, 1918)
- N. crambiformis Rebel, 1902
- N. cretacea Hampson, 1914
- N. cretaceoides Poole, 1989
- N. cristatula (Hübner, 1793)
- N. cubensis Schaus, 1921
- N. cucullatella (Hübner, 1793) - Klein visstaartje
- N. cycota Meyrick, 1886
- N. chauna Dyar, 1914
- N. chia (Holland, 1894)
- N. chionea Hampson, 1911
- N. chlamitulalis (Hübner, 1813)
- N. diagona Hampson, 1911
- N. dilutalis de Toulgoët, 1961
- N. diplozona Hampson, 1914
- N. dochmographa D.S. Fletcher, 1958
- N. doggeensis Strand, 1920
- N. drepanucha D.S. Fletcher, 1958
- N. dresnayi (Warnecke, 1946)
- N. elsa Schaus, 1921
- N. endoscota Hampson, 1914
- N. epicentra Meyrick, 1886
- N. erythrinalis de Toulgoët, 1961
- N. estonica Õunap, 2021
- N. eugrapha Hampson, 1914
- N. eupithecialis (Debauche, 1942)
- N. eurylopha Turner, 1944
- N. fenula van Eecke
- N. fijiensis Robinson
- N. flavescens Dyar, 1914
- N. flavicosta (Kiriakoff, 1958)
- N. folgona Schaus, 1921
- N. formosana Wileman & West, 1929
- N. fovifera Hampson, 1911
- N. foviferoides Poole, 1989
- N. funasta Inoue, 1991
- N. funebralis de Toulgoët, 1961
- N. furvitincta (Hampson, 1914)
- N. fuscata Wileman & West, 1928
- N. fuscibasalis Hampson, 1896
- N. fuscimarginalis Wileman, 1914
- N. geminata (Mabille, 1900)
- N. goniphora Turner, 1944
- N. gorgoruensis Strand, 1920
- N. grisalis Hampson, 1893
- N. grisealis Swinhoe, 1895
- N. habrophyes Dyar, 1914
- N. harouni (Wiltshire, 1951)
- N. hiranoi Inoue, 1991
- N. holoscota Hampson, 1920
- N. holsatica Sauber, 1916 - Bremvisstaartje
- N. hypenoides Talbot, 1929
- N. illaudata Fletcher, 1958
- N. imitata (van Son, 1933)
- N. impura Mann, 1862
- N. inexpectalis de Toulgoët, 1961
- N. infralba Inoue, 1976
- N. infuscatalis de Toulgoët, 1961
- N. internella (Walker, 1865)
- N. interrupta Pagenstecher, 1884
- N. izuensis Inoue, 1961
- N. joanna Schaus, 1921
- N. jourdani (Legrand, 1966)
- N. juvenis (Holland, 1893)
- N. karelica Tengström, 1869
- N. kennedyi D.S. Fletcher, 1958
- N. kruegeri (Turati, 1911)
- N. lactaria Graeser, 1892
- N. laticincta Hampson, 1896
- N. lauta Swinhoe, 1903
- N. lechriopa Hampson, 1914
- N. leucalea Hampson, 1907
- N. leucographa D.S. Fletcher, 1958
- N. lichenosa Robinson, 1975
- N. limona Schaus, 1921
- N. lindemannae D.S. Fletcher, 1962
- N. loxoleuca D.S. Fletcher, 1958
- N. loxoscia Hampson, 1900
- N. lucia van Son, 1933
- N. maia Schaus, 1912
- N. major Hampson, 1891
- N. malgassica (Kenrick, 1917)
- N. maria Schaus, 1921
- N. medialis de Toulgoët, 1961
- N. mediolinealis de Toulgoët, 1961
- N. melaleuca (Hampson, 1901)
- N. melancholica Wileman & West, 1928
- N. melanchysis Hampson, 1900
- N. melanogramma Hampson, 1900
- N. melanoscelis (Hampson, 1914)
- N. melanota Hampson, 1900
- N. meridionalis Wallengren, 1875
- N. mesocyma Dognin, 1912
- N. mesographa Schaus, 1905
- N. mesonephele (Hampson, 1914)
- N. mesoscia (Hampson, 1914)
- N. mesoscota Hampson, 1909
- N. mesotherma Hampson, 1914
- N. mesothermoides Poole, 1989
- N. microlopha (Hampson, 1900)
- N. microphasma Butler, 1865
- N. modestalis de Toulgoët, 1961
- N. monofascia van Son, 1933
- N. monozona Lower, 1897
- N. neglecta Inoue, 1991
- N. negrosensis Wileman & West, 1929
- N. nephelepasa Dyar, 1914
- N. nigrisparsa Hampson, 1896
- N. nigromixtalis de Toulgoët, 1961
- N. nigroradiata Debauche, 1942
- N. nimbimargo Dyar, 1914
- N. niphostena Lower, 1896
- N. niveibasis Jones, 1914
- N. nudalis de Toulgoët, 1961
- N. obliqua Bethune-Baker, 1908
- N. ochrographa Hampson, 1907
- N. ochrosticha Turner, 1944
- N. oleaginalis (de Toulgoët, 1972)
- N. palpalis de Toulgoët, 1961
- N. pallescens Wileman & West, 1929
- N. panthera Schaus, 1896
- N. parallacta Meyrick, 1886
- N. parana Schaus, 1921
- N. paroxynta Meyrick, 1886
- N. patricia van Son, 1933
- N. pauai Wileman & West, 1928
- N. paulianalis de Toulgoët, 1961
- N. pedata D.S. Fletcher, 1962
- N. perfusca Hampson, 1911
- N. perluta Draudt
- N. phaea Hampson, 1900
- N. phloeophila Hampson, 1914
- N. picturata Mabille, 1899
- N. plagioschema Turner, 1939
- N. platyzona Turner, 1944
- N. poliotis Hampson, 1907
- N. porrigens Walker, 1858
- N. pothina Turner, 1944
- N. praefica Saalmüller, 1884
- N. progonia (Hampson, 1914)
- N. promelaena Hampson, 1914
- N. prothyma Dyar, 1914
- N. pseudomajor de Toulgoët, 1965
- N. pulchella Leech, 1889
- N. pulverea Hampson, 1900
- N. pumila Snellen, 1875
- N. punctilineata Hampson, 1896
- N. punctivena Wileman, 1916
- N. pygmaea Hampson, 1912
- N. quilimanensis Strand, 1920
- N. quintessa Dyar, 1914
- N. recedens Schaus, 1921
- N. robusta Turner, 1944
- N. ronkayorum Beshkov, 2006
- N. rotundalis de Toulgoët, 1983
- N. rubescens Schaus, 1921
- N. rubiginealis de Toulgoët, 1961
- N. rufa Hampson, 1900
- N. rufizonalis Hampson, 1918
- N. rufomixtalis de Toulgoët, 1961
- N. saalmuelleri de Toulgoët, 1961
- N. sabulosa Schaus, 1911
- N. santamaria Schaus, 1921
- N. sarniensis (van Son, 1933)
- N. scabralis Walker, 1865
- N. scriptrix van Eecke
- N. sertalis de Toulgoët, 1983
- N. shin Inoue, 1982
- N. sijthoffi van Eecke, 1920
- N. simplex Wileman & West, 1929
- N. sindhulica Inoue, 1998
- N. sinuata Forbes, 1930
- N. socotrensis (Hampson, 1901)
- N. sogalis de Toulgoët, 1965
- N. solvita Schaus, 1896
- N. sperata Schaus, 1912
- N. spermophaga D.S. Fletcher, 1962
- N. squalida Staudinger, 1871
- N. steniphona van Son, 1933
- N. subchlamydula Staudinger, 1871
- N. swierstrai van Son, 1933
- N. synethes (D.S. Fletcher, 1958)
- N. taeniata Snellen, 1874
- N. taiwana Wileman & South, 1916
- N. tarzanae (Legrand, 1966)
- N. tenebrosa Hampson, 1896
- N. tetrodon de Joannis, 1928
- N. thymula Millière, 1867
- N. tigranula Püngeler, 1902
- N. tincta Wileman & South, 1919
- N. tineoides (Walker, 1858)
- N. tornalis (Hampson, 1914)
- N. townsendi Tams, 1935
- N. transecta Hampson, 1901
- N. transitoria van Son, 1933
- N. transversata Robinson
- N. trilinea Marumo, 1923
- N. trini Fibiger & Legrain, 2009
- N. triparallellinea van Eecke, 1920
- N. triplaga Dognin, 1914
- N. tripuncta Wileman, 1910
- N. tristicta Hampson, 1900
- N. turbana Schaus, 1921
- N. tutulella Zerny, 1927
- N. usambai Fibiger & Legrain, 2009
- N. varia Saalmüller, 1880
- N. vepallida Turner, 1944
- N. vernalis Lower, 1900
- N. vesiculalis van Eecke
- N. vieui de Toulgoët, 1961
- N. yegua Schaus, 1921
- N. zaphlethes Hampson, 1914
- N. zeteci Dyar, 1914
- N. zostrica Turner, 1944